# Markus Blutsch
Markus Blutsch (Linz, 1º giugno 1995) è un calciatore austriaco, di ruolo centrocampista.